# Hippolais languida

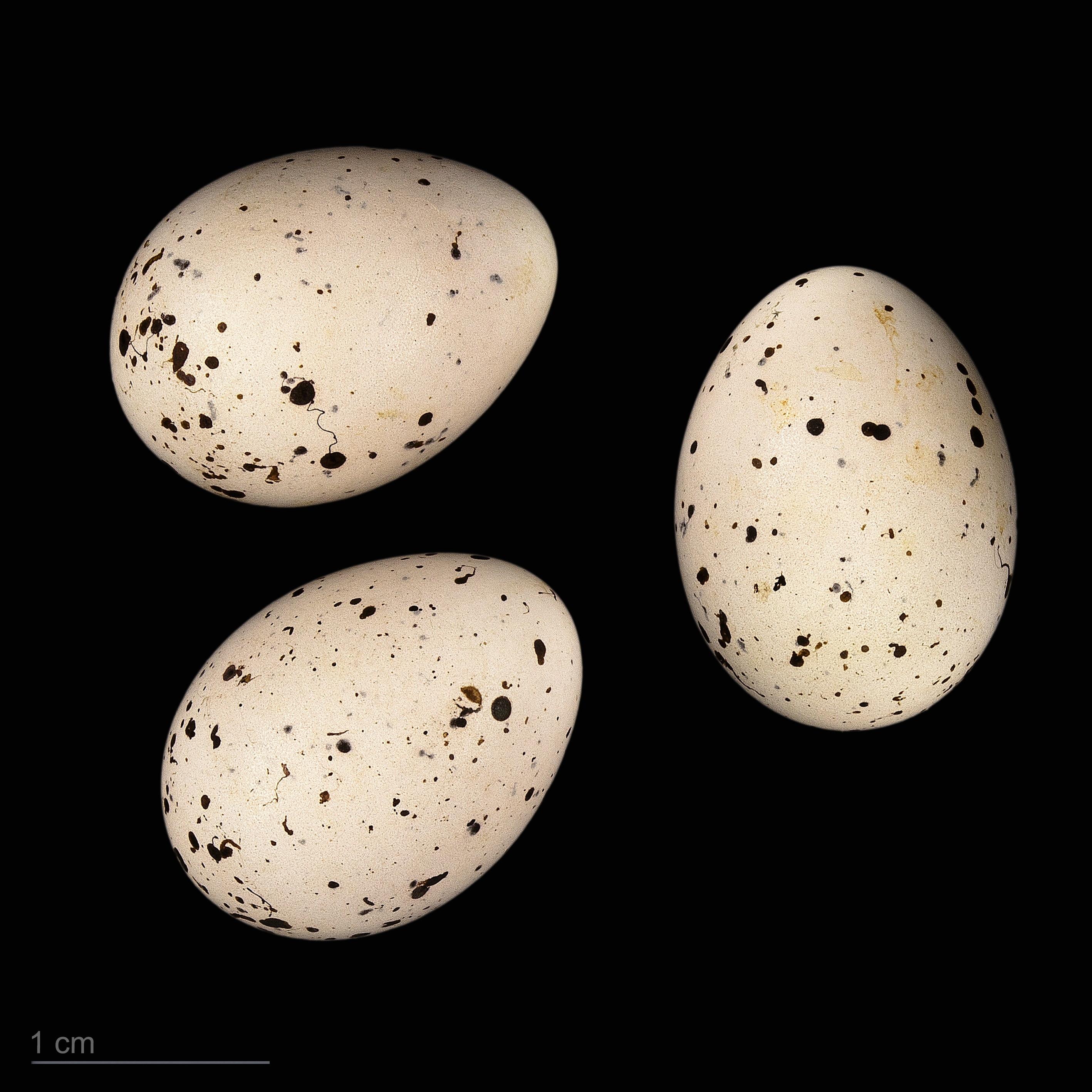
Hippolais languida - MHNT

El zarcero lánguido (Hippolais languida) es una especie de ave paseriforme de la familia Acrocephalidae propia del suroeste de Asia y este de África.

## Descripción
Esta es un ave pequeña de porte similar al zarcero icterino. Su pico es ligeramente más largo, sus alas son más cortas y la cola algo más larga. Sus frecuentes movimientos con la cola se asemejan un poco a los movimientos de una curruca Sylvia o de un saxicolino. Su plumaje gris es similar al plumaje del zarcero pálido oriental, pero los movimientos de la cola permiten diferenciarlo.

## Comportamiento
Se alimenta de invertebrados. Su llamada es similar al de otros zarceros Hippolais, pero distintiva y difícil de confundir y completamente distinta de la llamada del zarcero pálido oriental. La puesta consiste de 4 a 5 huevos que pone en un pequeño nido en forma de taza entre los arbustos y árboles de pequeño porte.

## Distribución y hábitat
Se reproduce en una zona que abarca desde el sur de Turquía hasta el este de Pakistán. Esta es un ave migratoria que pasa el invierno en el este de  África, desde Eritrea y Somalia hasta Tanzania. Su hábitat natural con las zonas semi desérticas, prefiriendo arbustos y matorrales de tamarisco. 

Nido con una puesta de 4 huevos, en Delice, Turquía.